# Хорхе Соларі
Хорхе Рауль Соларі (ісп. Jorge Raúl Solari; нар. 11 листопада 1941, Буенос-Айрес) — аргентинський футболіст, що грав на позиції півзахисника. У 1978 році був одним із засновників клубу «Ренато Чезаріні» з його братом Едуардо Соларі.

## Клубна кар'єра
Соларі, прозваний «El Indio» («Індіанець»), виступав за низку аргентинських клубів, почавши свою кар'єру у клубі «Ньюеллс Олд Бойз» в 1960 році. У 1962 році він перейшов в «Велес Сарсфілд», а в 1964-му — в «Рівер Плейт». Соларі покинув «Рівер Плейт» в 1969 році, провівши недовгий період в «Естудьянтесі» перш ніж завершити кар'єру гравця у 1972 році у мексиканському «Торреоні».

## Виступи за збірну
Хорхе Соларі потрапив до складу збірної Аргентини на чемпіонат світу 1966 року. З 4-х матчів Аргентини на турнірі Соларі провів на полі всі чотири: 3 гри групового етапу проти збірних Іспанії, ФРН і Швейцарії, а також зустріч 1/4 фіналу з Англією, в якій Соларі отримав жовту картку. У формі головної команди країни зіграв 10 матчів.

## Тренерська кар'єра
Соларі очолював під три десятки футбольних команд по всьому світу. Серед них виділяються «Атлетіко Хуніор», з яким виграв колумбійську Апертуру 1977 року, «Індепендьєнте», яке Соларі привів до чемпіонства в сезоні 1988/89, «Ренато Чезаріні», у заснування якого Соларі зробив істотний внесок, та «Ньюеллс Олд Бойз», який двічі ставав при Соларі другим у чемпіонаті Аргентини. Крім Америки працював в Азії зі збірною Саудівської Аравії та японським клубом «Йокогама Ф. Марінос».
У 1994 році на чемпіонаті світу в США Соларі очолював збірну Саудівської Аравії, яка під його керівництвом вперше і єдиний раз на даний момент подолала груповий етап і вийшла до 1/8 фіналу світової футбольної першості.

## Статистика
| Збірна Аргентини | Збірна Аргентини | Збірна Аргентини |
| Роки             | Ігри             | голи             |
| ---------------- | ---------------- | ---------------- |
| 1966             | 5                | 0                |
| 1967             | 1                | 0                |
| 1968             | 4                | 0                |
| Усього           | 10               | 0                |

## Досягнення
- Чемпіон Колумбії: 1977
- Чемпіон Аргентини: 1989

## Особисте життя
Має молодшого брата Едуардо Соларі, який також був футболістом і тренером. Крім цього Хорхе є дядьком інших відомих футболістів Сантьяго Соларі, Естебана Соларі, та Давіда Соларі і акторки та моделі Ліз Соларі. Онук Хорхе, Аугусто Соларі, теж став футболістом.